# Eta Sagittarii
Eta Sigittarii (Namalwarid) is een tweevoudige dubbelster in het sterrenbeeld Boogschutter.
De belangrijkste ster van het systeem is Eta Sigittarii A, die met een spectraalklasse van M2 III een reuzenster.
De andere ster in het systeem, Eta Sigittarii B is met een spectraalklasse van F7 V een hoofdreeksster.
Eta Sagittarii bevindt zich net ten zuiden van het tuitgedeelte van het gemakkelijk waarneembare asterisme Theepot (Teapot) in het sterrenbeeld Boogschutter. Vanuit de Benelux gezien klimt Eta Sagittarii tijdens het culmineren slechts twee graden boven de zuidelijke horizon, maar er kunnen alsnog pogingen ondernomen worden om deze ster gedurende zeer transparante atmosferische omstandigheden waar te nemen, zij het met behulp van verrekijkers of telescopen.